# Polyommatus thersites-thestylis
Polyommatus thersites-thestylis är en fjärilsart som beskrevs av Tutt 1910. Polyommatus thersites-thestylis ingår i släktet Polyommatus och familjen juvelvingar. Inga underarter finns listade i Catalogue of Life.